# Louis-François de Chambray
Pour les articles homonymes, voir Chambray (homonymie).
Louis-François, marquis de Chambray, né le 23 mai 1737 au château de Chambray à Gouville et mort le 1er avril 1807 à Vienne, est un officier général français, député aux états généraux de 1789.

## Biographie
Fils de l'agronome Louis de Chambray et petit-neveu du Jacques-François de Chambray, Louis-François de Chambray appartenait à une ancienne famille noble de Normandie, connue dès le XIe siècle.
Il est reçu de minorité dans l'ordre de Saint-Jean de Jérusalem le 18 juin 1755, à l'âge de 18 ans mais ne présentera pas ses vœux.
Officier de carrière, il servit dans le régiment de Bresse, puis aux mousquetaires et aux chevau-légers de la garde royale. Mestre de camp en 1758, brigadier en 1770, il est promu maréchal de camp le 1er mars 1788. 
La noblesse du bailliage d'Évreux le désigna pour la représenter aux états généraux, le 27 mars 1789. Adversaire des idées nouvelles, il défendit l'ancien régime, émigra, et demeura à l'étranger jusqu'à sa mort.